# 水深測量
水深測量（すいしんそくりょう）とは、水深を測量すること。海の水深については潮汐により変化するため、一般には最低水面（略最低低潮面）から海底までの長さをいう。

## 概要
船舶の航行や停泊には、水深の確認は不可欠であり、古くからその測定が試みられてきた。古典的な手法としては、ロープの先に錘をつけた道具（手用測鉛、hand lead）を船から垂らして海底までの距離を測定する方法が採られてきたが、20世紀後半からは超音波を利用した音響測深機による測定が一般的となった。近年では、複数のビームで同時に走査することで、海底地形を即座に等深線図として作図できるようにしたマルチビーム音響測深機（MBES）が主流となっている。
またこの他、航空機を利用したレーザーによる測定技術も開発されている。浅い海域にしか適用できないという制約はあるが、逆に測量船が進入できない極浅海域でも測量可能であり、また高速の航空機を使用するので作業効率も向上するというメリットもある。